# Ajos Joanis Rendis
Ajos Joanis Rendis (gr. Άγιος Ιωάννης Ρέντης) – miasto w Grecji, w administracji zdecentralizowanej Attyka, w regionie Attyka, w jednostce regionalnej Pireus, w gminie Nikiea-Ajos Joanis Rendis. W 2011 roku liczyło 16 050 mieszkańców. Leży na południowy zachód od Aten. Ośrodek przemysłowy.